# Héraldique ecclésiastique
Le droit héraldique de l'Église catholique est fondé sur l'ordre hiérarchique de sa constitution. Tandis que le droit d'état de la noblesse, à l'origine des armoiries, était subordonné à l'exercice du métier des armes et à la naissance, le droit d'état de la hiérarchie est fondé sur l'exercice des charges ecclésiastiques et sur une consécration (ordination pour les prêtres et les évêques, profession pour les religieux, bénédiction abbatiale pour les abbés). La naissance ne joue aucun rôle décisif.

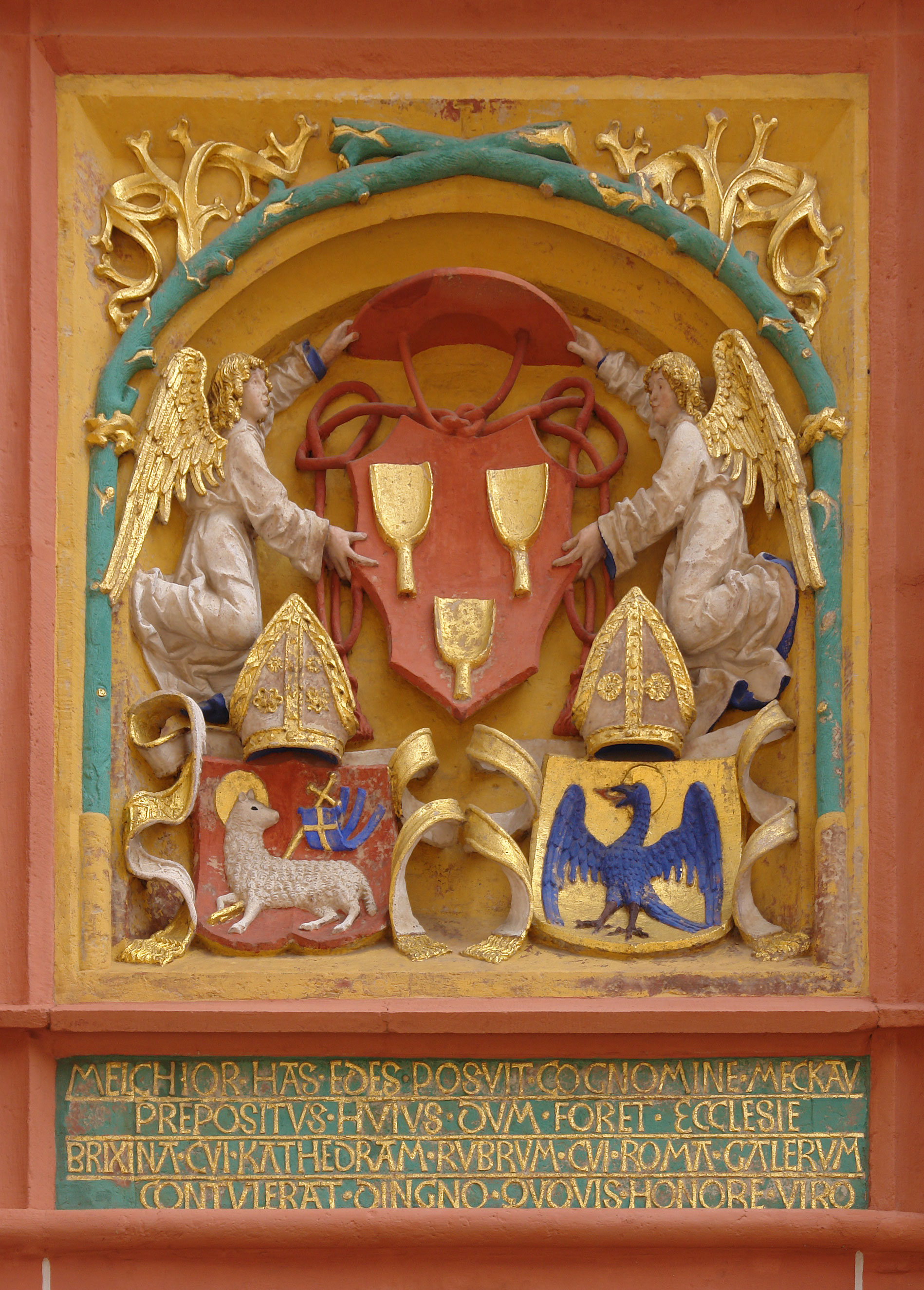
Illustration d'une héraldique ecclésiastique allemande (1497-1503).

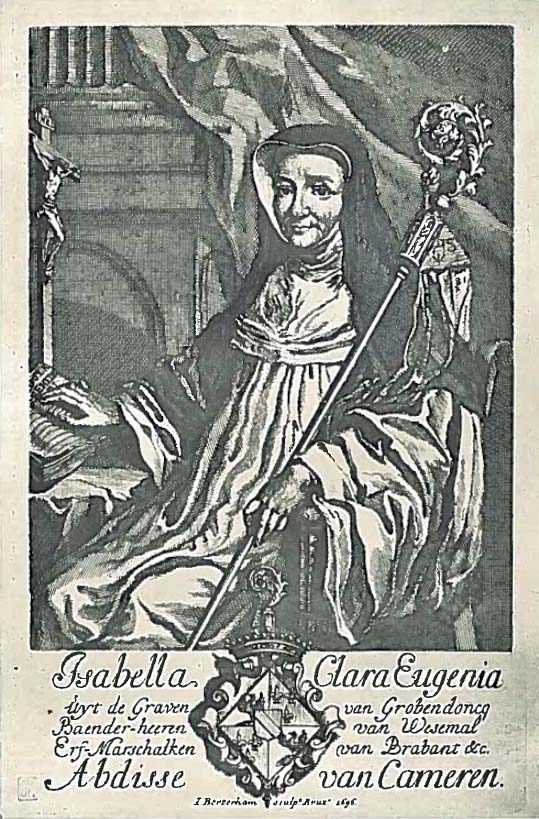
Portrait armorié avec crosse épiscopale d'Isabelle de Grobbendonck, abbesse de la Cambre.

## Histoire
Au début de l'héraldique, le port des armes était inséparable de la guerre et du tournoi. Si la participation à des entreprises belliqueuses était interdite au clergé, à l'exception des aumôniers de l'ost, le tournoi l'était encore plus. Cet exercice, souvent sanglant et meurtrier, fut, quoiqu'avec peu de succès, toujours condamné par l'Église catholique et même interdit sous peine d'excommunication, non seulement aux clercs, mais aussi aux laïques.
Même si l'on voit Guillaume de Joinville, évêque de Langres (1209-1215) faire usage des armoiries de son diocèse, sans toutefois y ajouter de symboles ecclésiastiques, l'usage des armoiries dans l'Église ne s'est vraiment répandu que vers le milieu du XIIIe siècle, près d'un siècle après son début dans la chevalerie. C'est surtout l'emploi du blason dans les sceaux qui l'a mis en vogue au sein de l'Église.
Il y eut néanmoins au début une hésitation marquée pour l'attribution d'armoiries aux ecclésiastiques. Dans l'armorial zurichois, Zürcher Wappenrole de 1240, on trouve 27 armoiries de prélats, mais elle ne figurent pas encore sur des écus de modèle courant, mais sur des bannières. En effet, les dignitaires ecclésiastiques ne pouvaient pas participer personnellement aux expéditions militaires et s'armer de l'écu et du heaume, mais ils étaient tenus d'envoyer leur contingent féodal à leur suzerain.
Les dames, elles non plus, ne faisaient pas la guerre, mais les sceaux de la seconde moitié du XIIe siècle prouvent déjà qu'elles adoptaient avec fierté, comme signes personnels, les écus de leurs pères ou époux.
Quelques années après l'établissement de l'armorial zurichois, le Codex Seffken dit Wappenbuch von den Ersten représente les armoiries des évêchés avec heaume et écu. L'usage des armoiries s'était si largement répandu dans la vie civile, que personne ne pouvaient plus se formaliser de voir les ecclésiastiques l'adopter à leur tour.
Il devint très vite général dans le clergé. Miles de Nanteuil 1222, Robert de Cressonsart 1240 et Guillaume de Gretz 1261, évêques de Beauvais, utilisent les armoiries de leur évêché. Dans les sceaux du clergé inférieur, les armoiries familiales apparaissent même avant le milieu du XIIIe siècle.

## Ornements extérieurs des armoiries
Le blason, au sens restreint d'emblèmes représentés sur l'écu, représente des personnes physiques ou juridiques. Les Chapeaux sommant l'écu et divers autres ornements extérieurs indiquent leur rang et leur dignité ; cela établit une distinction facile de tous les grades de la hiérarchie et rend de grands service d'ordre pratique.
Pour représenter les dignités ecclésiastiques, l'art héraldique se sert d'ornements et d'insignes liturgiques, et notamment de coiffures, comme le fait l'héraldique laïque qui emploie, comme timbres, des casques, des couronnes et des toques. Ces insignes sont toujours en usage.
L'insigne héraldique ecclésiastique le plus commun est le chapeau avec sa cordelière. Leur couleur varie généralement de la même manière, suivant la nature de la charge. Le nombre de houppes est d'autant plus grand que la dignité est importante.
Les ecclésiastiques qui ont une charge pastorale ont de plus l'écu accolé sur un insigne à hampe : bourdon, crosse, croix de procession. Dans l'héraldique d'empire, les ecclésiastiques superposent les attributs impériaux (toque et panache) et ecclésiastiques (chapeau, cordon et insigne).

### Bourdon
| Le bourdon descend, comme la crosse, du bâton de pèlerin. Le plus souvent il est d'argent ou de bois recouvert d'argent. En son sommet, il se termine par un bouton en forme de pomme, de fleur de lis ou d'une petite chapelle. Il sert à donner des signaux pendant l'office choral. Il est la marque de certains dignitaires de chapitres n'ayant pas droit aux insignes pontificaux, comme les prieurs, primiciers, grands chantres ou pré-chantres. Il porte alors le nom de bâton cantoral ou bâton de chantre. C'est aussi l'insigne héraldique des prieurs et supérieurs locaux de certains ordres monastiques. |

### Chapeau
| Coiffure faisant partie des ornements extérieurs, figurant un chapeau à large bord, généralement réservée aux ecclésiastiques. Il est accompagné d'une cordelière, dont la couleur, les entrelacs et le nombre de nœuds (houppes, aussi appelés glands, ou fiocchi) reflète le rang de l'ecclésiastique. |

C’est Tristan de Salazar qui aurait  introduit en France les chapeaux figurant sur les armoiries des prélats, apparus dès 1400 en Espagne

### Chapelet
| Le rosaire, ou chapelet, est le signe héraldique des religieux. Les abbesses en caractérisent leurs armes avec la crosse et le velum. Les chevaliers profès de l'ordre de Saint-Jean de Jérusalem entourent leur écu, posé sur la croix de Malte, d'un chapelet d'argent dont la croix reproduit celle de l'Ordre. |

### Clefs
| Les clefs sont l'un des insignes héraldiques du Pontife romain, avec la tiare. Les clefs désignent le pouvoir de lier et de délier accordé par le Christ à Pierre et à ses successeurs. Posées en sautoir, l'une est d'or, l'autre d'argent. La clef d'or, qui va de dextre à sénestre, signifie le pouvoir qui s'étend au ciel ; la clef d'argent symbolise le pouvoir sur les fidèles de la terre. Elles sont unies par un cordon de gueules, en signe de l'union des deux pouvoirs. Les poignées sont en bas, car elles sont dans la main du pape ; les pannetons sont en haut, car le pouvoir de lier et de délier engage le Ciel. Les pannetons sont évidés en forme de croix pour rappeler que le pape reçoit ses pouvoirs par la mort du Christ. |

### Cordon
| C'est un des ornements extérieurs de l'écu des ecclésiastiques (avec le chapeau). Le cordon est en général représenté avec des entrelacs variés, généralement des nœuds en huit. Il se termine par des houppes dont le nombre correspond à la dignité du possesseur des armes. (cf. Cordelière) |

### Couronnes et décorations
| Les patriarches, archevêques et évêques ne peuvent plus faire usage des insignes de titres nobiliaires familiaux ou de dignités séculières, mais ils pouvaient jadis utiliser les ornements extérieurs correspondant aux titres nobiliaires éventuellement attachés à leur siège ou à leur abbaye. Cet usage a été supprimé en 1951 sous le pontificat de Pie XII. Rien n'a été statué concernant l'usage de tels insignes par d'autres ecclésiastiques. Tous les clercs peuvent toutefois porter les insignes des ordres militaires tels l'ordre de Saint-Jean de Jérusalem ou des ordres chevaleresques comme l'ordre équestre du Saint-Sépulcre de Jérusalem. Parfois, en fonction de leur rang d'appartenance dans les deux ordres cités, ils portent les croix de ces ordres à l'intérieur de l'écu, en chef (commandeurs) ou aux 1 et 4 d'un écartelé (grand-maître). |

### Croix de procession
| Signe héraldique de l'ordre épiscopal. C'est l'unique signe que seuls les évêques ont le droit de porter. Posée en pal derrière l'écu, elle est à une traverse pour les évêques et à double traverse pour les archevêques, les primats et les patriarches. Les cardinaux qui n'ont pas reçu la consécration épiscopale ne s'en servent pas, sauf quand ils sont légats du pape. |

### Crosse
| Avec la mitre, la crosse est un des premiers insignes pontificaux que l'art héraldique ait adopté comme marque de dignité. Symbole du Bon Pasteur, elle indique la juridiction. Les abbés et tous les prélats inférieurs aux évêques accrochent à la crosse un voile (velum ou panisellus ou sudarium) partant du bouton, car originellement ils n'avaient pas l'usage des gants dans la liturgie pontificale. Ce voile servait à tenir la crosse pour éviter de la toucher avec des mains moites. Parfois deux crosses en sautoir (en X), sont le symbole d'une "double dignité". Un exemple : visible sur la dalle armoriée de la ferme de l'abbaye de Villers . La crosse est le plus souvent représentée ouverte à dextre. En France, la crosse des évêques était depuis plusieurs siècles tournée vers l'extérieur de l'écu, alors que celle des abbés devrait être tournée vers le milieu, signifiant que leur juridiction ne s'exerce qu'à l'intérieur de leur monastère. Son usage héraldique a été interdit sur les armes épiscopales par l'instruction Ut sive sollicite du 31 mars 1969 |

### Épée temporelle
| Posée en pal derrière l'écu ou en sautoir avec la crosse, l'épée temporelle, d'argent, représentait la juridiction civile avant la sécularisation des principautés ecclésiastiques. Elle symbolisait le droit de l'épée ou du sang, la haute juridiction, accordée aux prélats dans leurs territoires par le souverain temporel. Il n'existe plus aujourd'hui que deux principautés ecclésiastiques souveraines : la Cité du Vatican, au pape, et la Principauté d'Andorre à l'évêque de la Seu d'Urgell (en coseigneurie avec le chef de l'État français) |

### Mitre
| La mitre est l’insigne des évêques et des abbés ou de certains chapitres privilégiés. C’est une coiffure à deux pointes (qui apparaissent confondues dans les vues de face), et deux fanons ou bandes, qui retombent sur les épaules. Les deux pointes et les deux fanons signifient la science des deux Testaments que le pontife doit posséder. Elle apparaît parfois sur le blason lui-même : D’azur à une mitre d’argent, accompagnée de trois fleurs de lys d’or, qui est de Saintonge. Azur à une mitre d’or : apparaît dans les armes de Tolède. Argent à une mitre et une crosse d’or : apparaît dans les armes d’Andorre (évêché d’Urgel). Son usage héraldique a été interdit sur les armes épiscopales par l'instruction Ut sive sollicite du 31 mars 1969 Dans la pratique, elle figure encore parfois dans les armoiries d'évêques ou d'abbés mitrés. |

### Pallium
| Ornement liturgique réservé au pape, aux primats et aux archevêques métropolitains et parfois même attaché à certains évêchés, le pallium est une bande circulaire de laine blanche ornée de croix noires. Il caractérise les armes des archevêques métropolitains, posés en général en pointe de l'écu, parfois le sommant. |

### Pavillon
| Appelé aussi ombrelle ou gonfalon, le pavillon pontifical est une sorte de parasol à demi ouvert, aux couleurs papales gueules et or. L'héraldique n'en fait pas usage avant le XVe siècle. Accompagné des clefs de saint Pierre, il est considéré comme l'insigne de l'Église romaine, notamment en son pouvoir temporel. Il est également, par ancien droit coutumier, l'insigne héraldique des basiliques avec les clefs, que ce soit pour les basiliques majeures ou les basiliques mineures depuis le décret Domus Ecclesiae du 9 novembre 1989. Le pavillon et les clefs sont employés par le Collège des cardinaux, la Chambre apostolique, et certains séminaires et instituts pontificaux. De plus, quelques dignitaires civils de la Cour pontificale les portent comme meubles héraldiques ou comme timbres. C'est également le cas des familles ayant donné un pape à l'Église ou de celles à qui les papes les ont concédées comme privilège pour service rendus. Pendant la vacance du Siège romain, représentant la tombe de Pierre, protégée par la basilique Saint-Pierre de Rome, les clefs et le pavillon deviennent l'emblème du Saint-Siège. Le cardinal camerlingue en timbre ses armes. |

### Tenants
| Les armoiries officielles des personnes physiques ne doivent pas avoir de tenants, qui paraîtraient singuliers s'ils entouraient un écu timbré du chapeau ecclésiastique. Ils peuvent, en revanche, présenter les armes d'une personne juridique. C'est parfois le cas de monastères ou de chapitres, présentés par des anges ou des saints. |

### Tiare
| La tiare est une coiffure extra-liturgique du pape, qui la portait à l'occasion des grandes solennités et surtout des cortèges. C'est une coiffure d'argent, en forme de cône ovoïde, entourée de trois couronnes d'or, de laquelle pendent deux fanons de gueules. Anciennement, on l'appelait regnum comme la couronne des empereurs et des rois. Avec l'ajout de la deuxième couronne par Boniface VIII puis de la troisième par Benoît XI, elle a pris le nom de triregnum. Par un privilège spécial, la tiare papale est également utilisée par les patriarches de Lisbonne et figure sur ses armoiries. |

## Devises
La coutume est très répandue, en particulier parmi les cardinaux et évêques de placer une devise sous le blason. Addition qui n'appartient pas à proprement parler à ce blason, elle exprime en raccourci un idéal, un programme de vie et, plus explicitement que le blason, elle manifeste l'esprit de celui qui l'a choisie.
Les devises religieuses sont souvent des textes denses de l'Écriture sainte, mais on voit parfois des sentences dévotes

## Armes des personnes physiques ecclésiastiques
Le droit de porter des signes quelconques est un droit naturel de toute personnalité humaine et n'est pas limité à des classes privilégiées. Il y a cependant des signes conventionnels qui, de l'accord général, sont réservés à certains états, à certains rangs ou à certaines charges publiques.
L'Église ne s'est jamais préoccupée de l'usage des armoiries par les clercs, en tant que personnes privées. Il fait partie du droit personnel de chacun d'eux avant son entrée dans l'état ecclésiastique. Ce n'est donc pas l'écu et ce qu'il contient qui est l'objet du droit héraldique de l'Église, mais, exclusivement, tout ce qui s'ajoute à l'extérieur de l'écu, en le caractérisant comme blason ecclésiastique et en indiquant les différentes dignités.
Comme l'habit et les ornements et insignes liturgiques, le blason ecclésiastique est une prérogative d'honneur du clergé. Ses ornements extérieurs dépendent entièrement du rang occupé dans l'Église, qu'il s'agisse soit d'un grade de la hiérarchie juridictionnelle à laquelle on est incorporé par la mission canonique, soit d'un degré de la hiérarchie d'ordre dans laquelle on est élevé par une ordination sacrée, soit enfin de la hiérarchie d'honneur qui a été établie par l'autorité ecclésiastique.
Les insignes ecclésiastiques ne sont, par nature, ni héréditaires, ni transmissibles par des contrats privés. Les charges et dignités, dont les insignes liturgiques et héraldiques ne sont que les symboles, ne peuvent être conférées que par l'autorité. Chacun, sans exception, doit les acquérir personnellement en entrant dans l'état clérical et progressivement suivant l'échelle de la hiérarchie.
Comme il n'existe pas d'insigne d'héraldique pour les degrés de l'Ordre au-dessous du sacerdoce, il faut, sauf le cas de quelques religieux, être au moins prêtre pour porter des armoiries ecclésiastiques.
| Hiérarchie         | Office                                                                   | Ornements extérieurs |
|                    | Pontife romain                                                           | L'écu est caractérisé par les symboles de la dignité papale : la tiare à trois couronnes et les clefs. La tiare est placée au sommet de l'écu. Les clefs, posées en sautoir, sous la tiare, au-dessus ou derrière l'écu, sont liées ensemble par un cordon de gueules. Celle en bande est d'or et celle en barre d'argent. Benoît XVI a renoncé à cet usage en remplaçant la tiare par une mitre, dont le décor rappelle les trois couronnes de la tiare, et en ajoutant le pallium. On voit parfois les armes papales ornées d'une croix à triple traverse, en pal derrière l'écu. C'est là une pure fantaisie des artistes, la croix n'étant pas un insigne héraldique du pape |
| Cardinaux          |                                                                          | |
|                    | Cardinal                                                                 | Les cardinaux ont un chapeau de gueules accompagné d'une cordelière à quinze houppes de même. L'écu broche sur une croix de procession d'or.Les cardinaux qui n'ont pas reçu la consécration épiscopale ne font pas usage de la croix, sauf quand ils y ont droit comme légats, qui la portent en tant que représentants du Souverain pontife. |
|                    | Cardinal, évêque                                                         | Les cardinaux qui sont évêques ajoutent une croix de procession d'or derrière leur écu. On note que le titre de cardinal-évêque n'est porté que par les cardinaux qui sont évêques d'un des sept diocèses suburbicaires de Rome. |
|                    | Cardinal, archevêque, primat ou patriarche.                              | La croix de procession est à double traverse lorsque le cardinal est archevêque, primat ou patriarche. |
|                    | Cardinal, archevêque métropolitain                                       | Les cardinaux qui sont archevêques métropolitains peuvent orner leurs armes du pallium, qu'ils placent alors en pointe de l'écu ou -plus rarement- le sommant. |
|                    | Cardinal camerlingue                                                     | Pendant la vacance du siège pontifical, le cardinal camerlingue orne ses armes du pavillon pontifical et des clefs, posées en sautoir, au-dessus ou derrière l'écu, liées ensemble par un cordon de gueules. Celle en bande est d'or et celle en barre d'argent. |
|                    | Grand maître de l'ordre souverain de Malte                               | Le prince et grand maître de l'Ordre souverain militaire hospitalier de Saint-Jean de Jérusalem, de Rhodes et de Malte, est religieux à rang cardinalice. Son écu, écartelé aux 1 et 4 de gueules à la croix d'argent, est posé sur une croix d'or à huit pointes émaillée d'argent et entourée du collier de Prince et grand maître ; le tout sur un manteau de velours sable semé de croisettes de Malte, fourré d'hermine, frangé et lié aux côtés et en son haut de cordons d'or, le col timbré de la couronne princière d'or fermée du même, gemmée et perlée au naturel, avec la toque de sable, les bras soutenant un globe croisé et surmonté d'une croisette de Malte d'or, émaillée d'argent . Précision : le fait de poser l'écu sur le collier est un usage, les textes réglementant les usages héraldique de l'ordre souverain de Malte n'ayant pas été révisés depuis la fin du XIXe siècle la règle reste de poser l'écu écartelé sur un chapelet auquel est appendu une croix de Malte cantonnée de 4 fleurs de lys et surmonté de la couronne,. L'usage du manteau quant à lui n'étant pas réglementé il en existe des versions avec ou sans semé de croix de l'Ordre.   |
|                    | Cardinal grand-maître de l'ordre équestre du Saint-Sépulcre de Jérusalem | Le cardinal grand-maître de l'ordre équestre du Saint-Sépulcre de Jérusalem écartèle ses armes avec celles de l'ordre, d'argent à la croix de Jérusalem de gueules. Il le timbre du chapeau héraldique de gueules à 5 rangées de houppes et cordons de même. Le tout posé sur un manteau mouvant de la couronne d'épine surmontée du cimier. L'écu est entouré du collier de l'ordre . |
| Évêques            |                                                                          | |
|                    | Patriarches                                                              | Les patriarches qui ne sont pas cardinaux caractérisent leurs armes par la croix à double traverse, et le chapeau de sinople accompagné d'une cordelière à quinze houppes de même, comme les primats. Le cordon et les houppes sont parfois représentés entremêlés de fils d'or. |
|                    | Évêques assistants au trône pontifical                                   | Les évêques assistants au trône pontifical ont un chapeau de sinople accompagné d'une cordelière à dix houppes de même. L'écu est posé sur une croix de procession à simple traverse. Les évêques assistants au trône pontifical sont classés juste après les cardinaux et au-dessus des patriarches (bien qu'ils soient assistants ex officio) dans la hiérarchie papale en raison de leur rôle direct dans les cérémonies liturgiques papales, les patriarches, même s'ils restent supérieurs aux évêques assistants au trône pontifical dans la hiérarchie ecclésiastique globale, ne sont pas supérieurs dans les célébrations liturgiques papales. Les ornements extérieurs des évêques assistants au trône pontifical peuvent effectivement changer par rapport à ceux d'un évêque ordinaire, même si son rôle pastoral ou administratif reste le même. Ces ornements extérieurs sont également utilisés par les Primats de Lorraine (non cardinaux). Précision : Contrairement à une idée répandue, les archevêques ad personam utilisent les mêmes ornements que les archevêques, y compris la croix à double traverse, en raison de la dignité archiépiscopale qu'ils reçoivent. |
|                    | Patriarche de Lisbonne                                                   | L'écu est orné de la tiare (sans les clefs) ainsi que de la croix patriarcale à double traverse et de la crosse, posées en sautoir depuis la concession de ce privilège par le pape Clément XII. |
|                    | Patriarches de rite byzantin                                             | L'écu est orné de la crosse et de la croix byzantines, le tout posé sur un manteau, le mandyas, qui s'échappe de la mitre ou couronne pontificale byzantine. |
|                    | Patriarches arméniens                                                    | Le Catholicos-patriarche de Cilicie des Arméniens orne ses armes de quatre bâtons : la crosse épiscopale, le bâton patriarcal terminé par un globe surmonté d'une croix, la croix patriarcale à double croisillon et le bâton doctoral aux serpents, similaire à la crosse byzantine. |
|                    | Primats                                                                  | Les primats qui ne sont pas cardinaux caractérisent leurs armes, comme l'archevêque, par la croix à deux traverses, et le chapeau de sinople avec la cordelière quinze houppes du même, comme les patriarches. Le cordon et les houppes sont parfois représentés entremêlés de fils d'or. |
|                    | Archevêques                                                              | Les archevêques ont un chapeau de sinople accompagné d'une cordelière à dix houppes de même. L'écu est posé sur une croix de procession à double traverse. Quand l'archevêque est métropolitain, il est en outre d'usage, dans l'héraldique ecclésiastique plus récente, de placer le pallium en pointe de l'écu ou -plus rarement- sommant celui-ci. |
|                    | Évêques                                                                  | Les évêques ont un chapeau de sinople accompagné d'une cordelière à six houppes de même. L'écu est posé sur une croix de procession à une traverse. Alors que leur usage était très répandu par le passé, la mitre et de la crosse ne sont plus que très rarement utilisées de nos jours, dans les armoiries épiscopales, leur usage héraldique ayant été prohibé sur ces armes par l'instruction Ut sive sollicite du 31 mars 1969 |
| Maison pontificale |                                                                          | |
|                    | Prélats di fiocchetto                                                    | Les prélats dits di fiocchetto timbrent d'un chapeau de pourpre duquel pend de chaque côté un cordon de gueules avec dix houppes de même sur quatre rangs. Ces hauts prélats de la cour pontificale étaient le vice-Camerlingue de la Sainte Église romaine, l'auditeur général et le trésorier général de la Chambre apostolique et le Majordome de Sa Sainteté. |
|                    | Protonotaires apostoliques                                               | Les protonotaires apostoliques de numero participantium et les protonotaires apostoliques surnuméraires ornent leur blason d'un chapeau de pourpre duquel pendent de chaque côté des cordons de gueules à six houppes de même, sans la croix épiscopale ni les autres insignes pontificaux (mitre et crosse). |
|                    | Protonotaires apostoliques titulaires                                    | Les protonotaires apostoliques honoraires ou titulaires timbrent l'écu d'un chapeau de sable duquel pendent de chaque côté des cordons de sable à six houppes de même. |
|                    | Prélats de Sa Sainteté                                                   | Les prélats d'honneur ou les chapelains « ad honorem » de l’Ordre Souverain de Malte — appelés jadis « prélats domestiques » — font usage du chapeau de pourpre duquel pend, de chaque côté, un cordon à six houppes de même. |
|                    | Camériers et chapelains secrets de Sa Sainteté                           | Actuellement regroupés sous le titre de « chapelain de Sa Sainteté », comme les chapelains magistraux de l’Ordre Souverain de Malte, ils timbrent leurs armoiries d'un chapeau de sable duquel pend, de chaque côté, un cordon à six houppes de pourpre. |
| Clergé régulier    |                                                                          | |
|                    | Abbés et prélats nullius                                                 | Sans avoir reçu la consécration épiscopale, ces abbés et prélats ont juridiction sur le clergé et les fidèles de leur territoire. Bénéficiant des mêmes insignes pontificaux et vêtements que les évêques, à l'exception de la croix de procession, qui est devenue, en héraldique, un insigne propre de l'ordre épiscopal et des cardinaux. Ils timbrent donc leurs blasons du chapeau de sinople avec douze houppes du même. L'écu est posé sur la crosse voilée en pal. |
|                    | Abbés et prévôts mitrés et crossés                                       | Les abbés réguliers et les abbés commendataires (qui possédaient en commende le bénéfice d'une abbaye) ont un chapeau de sable accompagné d'une cordelière, de chaque côté, à six houppes de même. L'écu des abbés réguliers qui ont reçu la bénédiction abbatiale est, en plus, surmonté à dextre d'une mitre vue de face et posé à sénestre sur une crosse à laquelle est accrochée un voile, passée en pal, tournée à dextre. |
|                    | Abbés prémontrés                                                         | Les abbés prémontrés, dont l'habit est entièrement blanc, ont coutume de timbrer leur blason du chapeau prélatice d'argent. |
|                    | Abbés ancien, Flandres                                                   | Les anciens abbés des Flandres n'ont jamais eu l'habitude de timbrer leur blason du chapeau prélatice. L'écu, avec armes de la famille, type ovale, avait des crosses en sautoir et une mitre blanche. |
|                    | Grand maître de l’ordre Teutonique                                       | Depuis 1929, cet ancien ordre militaire est devenu un institut religieux gouverné par un prélat grand-maître. |
|                    | Supérieurs religieux majeurs                                             | Les supérieurs majeurs des congrégations religieuses cléricales usent du signe de dignité héraldique propre aux prélats, le chapeau de sable accompagné d'une cordelière, de chaque côté, à six houppes du même. |
|                    | Prieurs                                                                  | Les prieurs environnent leur écu d'un chapelet, mettent en pal un bourdon derrière l'écu, surmonté d'un chapeau de sable duquel pend, de chaque côté, un cordon à trois houppes de même. |
|                    | Supérieurs religieux mineurs                                             | Les supérieurs mineurs et locaux des congrégations religieuses portent un chapeau de sable accompagné d'une cordelière à deux houppes du même. Ces deux houppes peuvent pendre d'un nœud médian et tomber l'une à côté de l'autre, ou peuvent être disposées l'une au-dessus de l'autre. |
| Clergé séculier    |                                                                          | |
|                    | Chanoines des basiliques majeures                                        | Ils utilisent un chapeau de sable duquel pend, de chaque côté, un cordon à six houppes de pourpre, mêlées de fils d'or. |
|                    | Chanoines des basiliques mineures                                        | Ils utilisent un chapeau de sable duquel pend, de chaque côté, un cordon à six houppes de pourpre; les chanoines des basiliques mineures et des cathédrales privilégiées font usage du même chapeau. |
|                    | Vicaires généraux                                                        | Les vicaires généraux et vicaires capitulaires (aujourd'hui administrateurs diocésains) détiennent les privilèges des protonotaires titulaires durante munere (pour la durée de leur charge) et ont, de ce fait, droit aux mêmes insignes héraldiques. Ils timbrent donc leur écu d'un chapeau de sable duquel pendent de chaque côté des cordons de sable à six houppes de même. |
|                    | Chanoines                                                                | L'insigne héraldique des chanoines est le chapeau de sable au cordons à trois houppes de même. Les chanoines des chapitres privilégiés utilisent l'insigne héraldique correspondant aux privilèges accordés à leur chapitre. Par exemple, certains chapitres dits « mitrés », car leurs chanoines portaient la mitre lors des cérémonies majeures, timbraient leur écu d'une mitre. Les membres des chapitres possédant collectivement un titre nobiliaire (tels les chanoines-comtes de Lyon) peuvent en même temps timbrer leurs armes personnelles de la couronne correspondante. En revanche les couronnes représentant la noblesse héréditaire et familiale ne peuvent -en théorie- être portées par des personnes physiques ecclésiastiques. |
|                    | Vicaires forains (doyens, archiprêtres)                                  | Les archiprêtres, doyens ou vicaires forains, portent un chapeau de sable accompagné d'une cordelière à deux houppes du même. Ces deux houppes peuvent pendre d'un nœud médian et tomber l'une à côté de l'autre, ou peuvent être disposées l'une au-dessus de l'autre. |
|                    | Prêtres                                                                  | Tous les prêtres qui n'ont pas de charge durable peuvent user d'un chapeau de sable, avec une cordelière à une houppe de même, de chaque côté. |
|                    | Aumôniers militaires                                                     | La tradition accorde aux chapelains militaires, à l'instar des aumôniers des armées pontificales, le chapeau de sable, avec une cordelière à une houppe de même entremêles de fils dor, de chaque côté. Cet usage est toujours suivi en Espagne. |
|                    | Diacres                                                                  | Le diaconat étant redevenu un ordre permanent après le IIe concile œcuménique du Vatican, certains héraldistes estiment que les diacres peuvent timbrer leurs armes du simple chapeau ecclésiastique de sable sans les cordons et les glands qui appartiennent en propre à l'ordre sacerdotal. Mais officiellement dans l'Église catholique, il n'y a pas d'ornement héraldique externe pour le diacre du rite latin. |
| Religieux laïques  |                                                                          | |
|                    | Abbesses                                                                 | Les abbesses ont un écu en losange (symbole de la virginité) ou ovale (répandu au XVIIIe siècle), entouré d'un chapelet, sur une crosse voilée en pal, sans mitre. Les abbesses ayant reçu la bénédiction abbatiale font, en effet, usage de la crosse lors des cérémonies chorales majeures. |
|                    | Religieux laïques                                                        | Les religieux, frères laïcs ou sœurs, ont le droit d'entourer leurs blasons du chapelet, signe distinctif des religieux. C'est toujours le cas des religieux profès de l'ordre souverain de Malte, dont l'écu, posé sur la croix de l'Ordre, est entouré du chapelet. |

## Armes des personnes juridiques ecclésiastiques
Depuis l'origine de l'usage héraldique dans l'Église, de nombreuses personnes juridiques (appelées autrefois personnes morales), collégiales ou non collégiales, l'ont adopté et cette coutume se maintient encore aujourd'hui. Il existe, en effet, des armes d'ordres et de congrégations religieuses, de chapitres, de fraternités, de monastères, d'évêchés, de territoires et d'offices ecclésiastiques.
La législation héraldique de l'Église n'a pas pris en compte les ornements extérieurs de ces armes. Seule une ordonnance de la sacrée congrégation de évêques et des réguliers, du 20 novembre 1611, interdit aux chapitres d'orner arbitrairement leurs armoiries de la mitre et de la crosse.
Les congrégations et les tribunaux romains ainsi que les instituts pontificaux usent dans leurs en-têtes, sceaux et filigranes officiels des clefs héraldiques du Souverain pontife.
|  |                                                                                           | Ornements extérieurs |
|  | Congrégations romaines                                                                    | Les insignes pontificaux, sans écu, sont employés officiellement par les congrégations romaines, les offices et le tribunaux de la curie romaine, par les nonciatures et les délégations apostoliques et enfin par les instituts pontificaux du monde entier. La tiare et les clefs ont également servi à la formation des armes de l'Église et des États pontificaux.                                                   |
|  | Collège des cardinaux, chambre apostolique, instituts pontificaux, séminaires pontificaux | Accompagné des clefs de saint Pierre, le pavillon pontifical est l'emblème de l'Église catholique, notamment en son pouvoir temporel, et caractérise les armes du Collège des cardinaux, de la Chambre apostolique, des séminaires et instituts pontificaux. Il est également l'insigne du Saint-Siège lorsque celui-ci est vacant (en représentant la tombe de Pierre, protégée par la basilique Saint-Pierre de Rome). |
|  | Chambre apostolique                                                                       | Les armoiries de la Révérende chambre apostolique, que l'on voit en différents endroits de Rome appendues aux murs, sont d'azur, aux trois initiales RCA d'or . |
|  | Basilique majeure                                                                         | Les basiliques majeures ornent leurs armes du pavillon posé en pal derrière l'écu et des clefs pontificales. . |
|  | Basilique mineure                                                                         | Les basiliques mineures ornent leurs armes du seul pavillon qui se pose en pal derrière l'écu qu'il surmonte complètement de son cône. |
|  | Évêchés, abbayes, prévôtés, chapitres                                                     | Les écus de ces personnes morales de droit ecclésiastique sont souvent ornés des signes de dignités de leurs prélats, ce qui a pour inconvénient de rendre difficile de discerner si ces armes sont celles d'une personne physique ou d'une personne juridique. De nombreux chapitres conservent leurs armes propres. |
|  | Paroisses, prieurés, chapellenies                                                         | Aucun ornement extérieur particulier n'est prévu pour ces blasons. Les écus de ces personnes morales de droit ecclésiastique sont souvent caractérisées par les signes de dignité de leurs prélats. |
|  | Ordres monastiques, congrégations religieuses                                             | Aucun insigne héraldique particulier n'est prévu pour ces blasons. |

## Héraldique ecclésiastique dans les autres Églises
L'Église d'Angleterre aussi utilise le chapeau et cordelière sur ces blasons, mais avec les couleurs différentes. Tous les rangs de clergé utilisent chapeaux de sable. Les cordelières sont de pourpre pour les archidiacres et diacres, de sable pour les chanoines, et d'argent pour les prêtres. Les archidiacres ont six houppes de pourpre ; les diacres et chanoines, six houppes de gueules ; et les prêtres, deux houppes de sable.
Parce que l'instruction Ut sive sollicite de 1969 n'appliqua pas à cette Église, ces évêques et archevêques continuent à utiliser leurs mitres sur leurs blasons épiscopaux.

Archevêque (Cantorbéry)
Évêque
Archidiacre
Doyen
Chanoine du souverain
Chanoine
Prêtre

### Page connexe
- Modèle:Armoiries avec ornements communs